# Horst Sielaff
Horst Sielaff (* 7. Februar 1937 in Stettin) ist ein deutscher Politiker (SPD).
1955 machte Sielaff an einer Realschule den Abschluss der mittleren Reife. Danach machte er von 1955 bis 1959 eine Diakonenausbildung im Stephansstift Hannover, 1971 folgte eine Pfarrdiakonenprüfung in der Protestantischen Landeskirche der Pfalz. Von 1959 bis 1962 war er Gemeindediakon, von 1962 bis 1971 Stadt- beziehungsweise Dekanatsjugendwart, von 1971 bis 1973 Pfarramt. Von 1973 bis 1980 war er als Religionslehrer an berufsbildenden Schulen tätig. Von 1982 bis 1994 war er Bundesvorsitzender des Zentralverbandes Mittel- und Ostdeutscher, er war zudem stellvertretender Vorsitzender des Verwaltungsrates des Vereins für das Deutschtum im Ausland.
1968 trat Sielaff in die SPD ein. Dort war er zunächst von 1969 bis 1972 Bezirksvorstandsmitglied der Jungsozialisten, 1972 wurde er Mitglied des Bezirksvorstandes der pfälzischen SPD. Von 1969 bis 1984 war er Mitglied des Frankenthaler Stadtrates. Er war Sprecher der SPD im Ausschuss für Ernährung, Landwirtschaft und Forsten. Von 1980 bis 1998 saß Sielaff im Deutschen Bundestag. Er wurde im Bundestagswahlkreis Frankenthal direkt gewählt.